# Richard Sukuta-Pasu
Richard Sukuta-Pasu (Wuppertal, Alemania, 24 de junio de 1990) es un futbolista alemán que juega de delantero en el Fortuna Colonia de la Regionalliga West.

## Selección nacional
Se consagró campeón del Campeonato Europeo de la UEFA Sub-19 de 2008 con la selección juvenil alemana. Participó en el Mundial sub-17 de Corea 2007 y el Mundial sub-20 de Egipto 2009 con la selección alemana.

## Clubes
| Club                      | País          | Año       |
| ------------------------- | ------------- | --------- |
| Bayer 04 Leverkusen II    | Alemania      | 2008      |
| Bayer 04 Leverkusen       | Alemania      | 2008-2011 |
| F. C. St. Pauli (cedido)  | Alemania      | 2010-2011 |
| 1. F. C. Kaiserslautern   | Alemania      | 2011-2014 |
| Sturm Graz (cedido)       | Austria       | 2012-2013 |
| VfL Bochum (cedido)       | Alemania      | 2013-2014 |
| Círculo de Brujas         | Bélgica       | 2014-2015 |
| Energie Cottbus           | Alemania      | 2015-2016 |
| S. V. Sandhausen          | Alemania      | 2016-2018 |
| M. S. V. Duisburgo        | Alemania      | 2018-2019 |
| Guangdong Southern Tigers | China         | 2019      |
| Seoul E-Land F. C.        | Corea del Sur | 2020      |
| Police Tero F. C.         | Tailandia     | 2021      |
| S. V. Meppen              | Alemania      | 2021-2022 |
| Vejle Boldklub            | Dinamarca     | 2022-2023 |
| Fortuna Colonia           | Alemania      | 2024-     |